# Doverlândia
Doverlândia là một đô thị thuộc bang Goiás, Brasil. Đô thị này có diện tích 3207,543 km², dân số năm 2007 là 7335 người, mật độ 2,3 người/km².